# Andrena tarsata
Andrena tarsata là một loài ong trong họ Andrenidae. Loài này được Nylander miêu tả khoa học đầu tiên năm 1848.